# Upton Scudamore
Upton Scudamore è un piccolo villaggio e una parrocchia civile della contea del Wiltshire che si trova tra Warminster e Westbury, Sud Ovest dell'Inghilterra, Regno Unito.

## Geografia

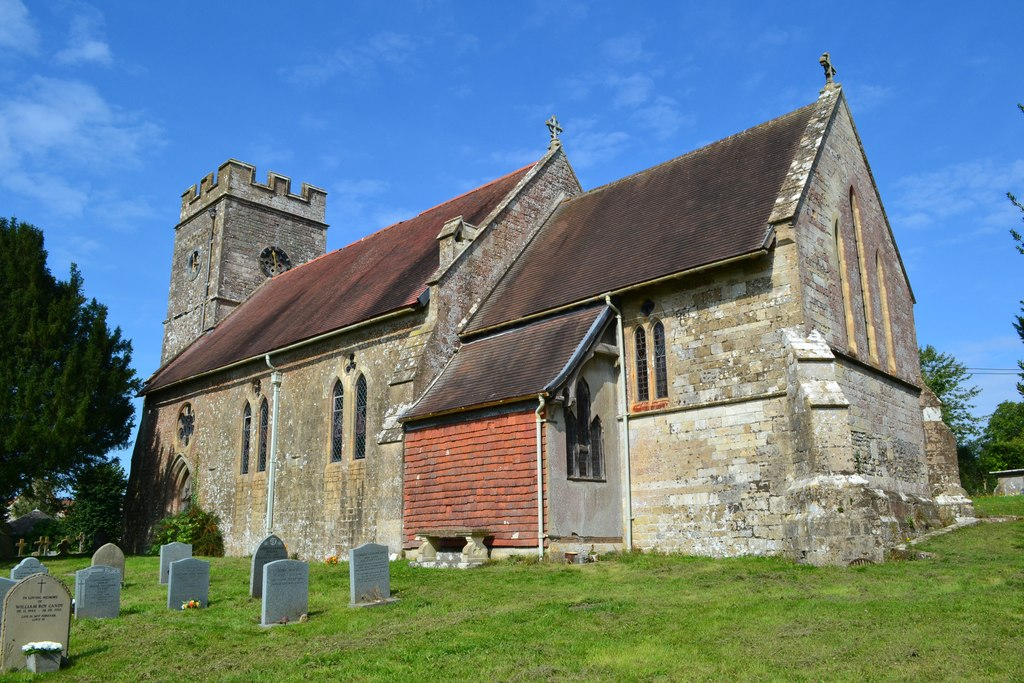
Chiesa della Santa Vergine Maria

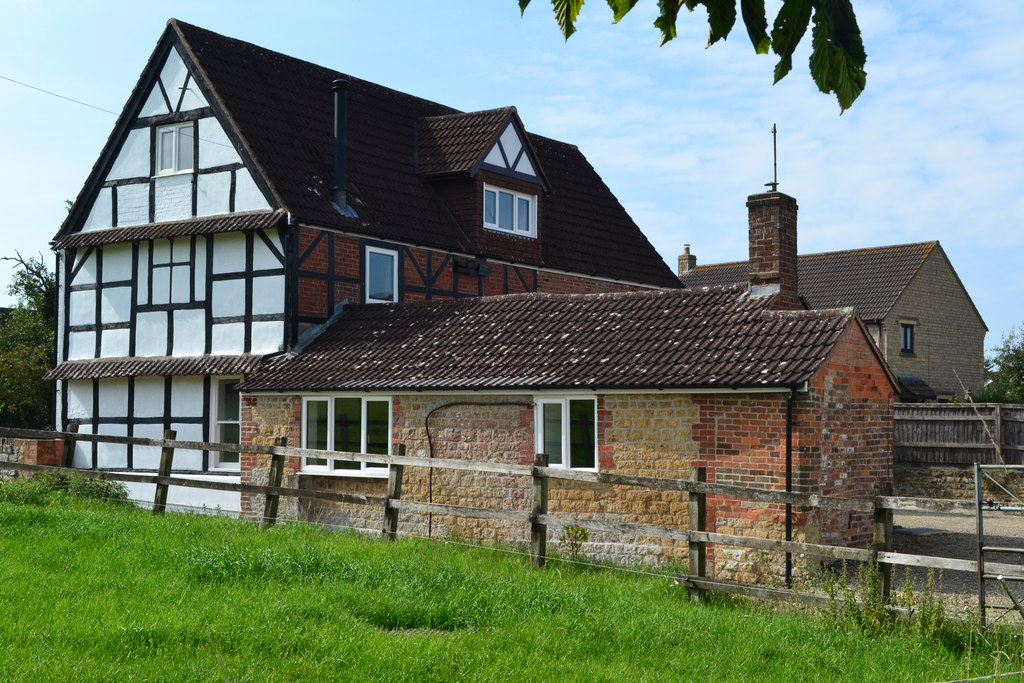
Casa a graticcio a Upton Scudamore

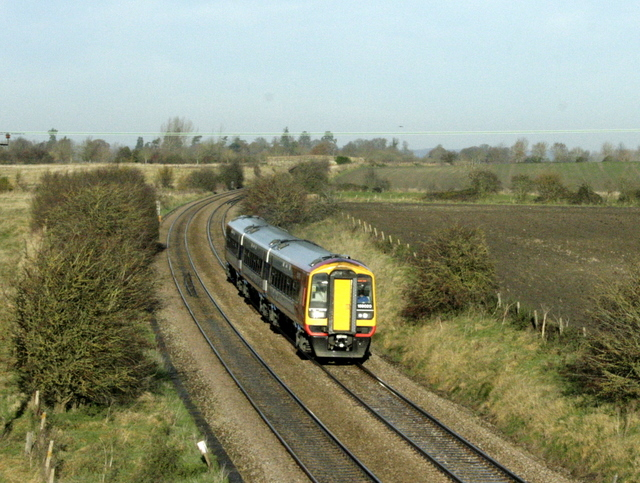
Linea ferroviaria vicina a Upton Scudamore

Geograficamente la parrocchia di Upton Scudamore divide i distretti urbani di Westbury e Warminster. A est le colline calcaree di Salisbury Plain raggiungono un'altezza di 650 piedi e tra queste si trova un'ampia valle di sabbia verde a est della strada da Westbury a Warminster, che taglia grossolanamente in due la parrocchia civile da nord a sud. La parte a ovest della strada occupa la sommità piatta di una cresta di sabbia verde a circa 400 piedi sopra il livello del mare che forma lo spartiacque tra le valli del Bristol Avon a nord e del Wylye a sud. Al confine settentrionale della parrocchia c'è una profonda valle in cui si trovano le sorgenti del fiume Biss, un affluente dell'Avon. Il villaggio di Upton si trova a ovest della strada principale in posizione dominante su un basso tumulo che si eleva dalla cresta di sabbia verde.

## Storia
Nel territorio sono state trovate tracce risalenti all'età del ferro, in particolare nell'area di Chapmanslade che fu parrocchia sino al XIX secolo. Gli abitanti si sono sempre dedicati principalmente all'agricoltura anche se probabilmente fino al declino dell'industria all'inizio del XIX secolo si svolgeva anche qualche attività di lavorazione tessile domestica. La cappella di Thoulstone apparentemente apparteneva a Warminster nel 1341, e fu necessario il permesso di Warminster per annetterla a Upton nel 1437. Norridge fu apparentemente rivendicata come parte di Warminster nel XVI e all'inizio del XVII secolo. L'agricoltura del feudo di Norridge era strettamente collegata sia a Warminster sia a Corsley, e le decime di circa 170 acri appartenevano a quelle canoniche improprie. Quando sia Norridge che Thoulstone furono considerate parte di Upton, il territorio si estendeva per quasi 5 miglia di lunghezza e per lo più era non più largo di un miglio. Nel 1884 Hisomley Farm, una piccola parte staccata di Upton, fu trasferita a Westbury, e Upton Cottage e Smallbrook Mill a Warminster. Nello stesso periodo, piccole parti di Warminster e Corsley furono aggiunte alla parrocchia. Nei primi anni del XVIII secolo il villaggio di Upton era quasi sulla strada principale da Bath e Frome a Salisbury. Questa strada entrava nella parrocchia a Dead Maids ma continuava direttamente verso est da Thoulstone fino a vicino a Upton tramite un percorso contrassegnato in tempi recenti solo da una strada verde. Alla sua estremità orientale c'era un cancello a pedaggio nel 1773 e ancora nel 1838.  Appena prima di raggiungere il villaggio, la strada girava a sud per unirsi alla strada da Upton a Warminster al confine della parrocchia. Anche la parte settentrionale di questo tratto rimane una strada verde, ma la parte meridionale è andata perduta. Al momento della chiusura della parrocchia nel 1807 il villaggio di Upton era costituito principalmente da circa dieci fattorie, l'Angel Inn, la canonica e alcuni cottage. L'antico sito della casa padronale è vicino alla chiesa in un campo chiamato Court Furlong. Di solito si è supposto che il sito fosse contrassegnato da un recinto rettangolare nell'angolo nord-occidentale del campo, ma recenti scavi non sono riusciti a confermarlo e ora sembra più probabile che la casa sorgesse sul sito del recinto delle mucche a ovest della chiesa. Nel 1471 sul sito sorgeva un caseggiato chiamato "le Garyet". Il sito successivo della fattoria padronale è contrassegnato dalla casa poi chiamata Temple Farm dal nome della famiglia Temple di Bishopstrow, che l'affittò e in seguito possedette i demani dalla metà del XVII secolo. La casa in mattoni risale probabilmente a quel periodo. Nel 1807 c'erano poche case nel villaggio, molte state costruite dopo la seconda guerra mondiale. A Fulmoor Common, appena a nord di Norridge Wood, c'erano cinque case, che da allora sono tutte scomparse. Nella parte nord-occidentale della parrocchia, almeno sette case un tempo a Row e vicino a Chapmanslade sono scomparse, e altre sei o sette erano a Biss Bottom, a nord del villaggio. La maggior parte di queste deve essere stata costruita su terreni incolti, probabilmente dal XVI secolo in poi. A Norridge, tuttavia, c'era ancora un villaggio che esisteva nel Medioevo. Nel 1333 la casa padronale di Norridge consisteva in una sala con varie camere, una cappella, una cucina e una colombaia. Il territorio di Thoulstone non era particolarmente abitato, e nel 1428 ci vivevano meno di dieci famiglie.

## Monumenti e luoghi d'interesse
Nel territorio di Upton Scudamore sono presenti vari luoghi d'interesse, il più importante è la sua chiesa:
- Chiesa della Santa Vergine Maria. La chiesa è composta da una navata, un presbiterio, un portico a nord, una piccola cappella con due campate e una torre a ovest. I conci lunghi e corti nel muro a nod risalgono alla precedente chiesa anglosassone che sorgeva su questo sito e probabilmente era composta da una navata e un presbiterio. Il fonte battesimale risale al XII secolo e la porta a nord probabilmente alla fine del XII secolo. Prima della Conquista, parte di Upton Scudamore era detenuta da Tous. Il Domesday Book non registra pagamenti di tasse legate ad alcuna chiesa. Appartiene alla diocesi di Salisbury e dall'11 settembre 1968 è un monumento classificato di secondo grado per il suo particolare interesse storico e architettonico.[5][6][7]
- Temple Farm, dal nome della famiglia Temple di Bishopstrow, che l'affittò e in seguito possedette i demani dalla metà del XVII secolo. La casa in mattoni risale probabilmente a quel periodo. Ha due piani e soffitte, la facciata simmetrica ha tre frontoni con cimase e pinnacoli in pietra e un portico centrale di due piani con porta ad arco a tutto sesto. Al piano attico rimangono finestre con colonnine in pietra, ma sotto sono state sostituite da finestre a ghigliottina. Ciò è stato probabilmente fatto all'inizio del XIX secolo, quando la parte anteriore della casa è stata rivestita con piastrelle sagomate e un'ala della cucina è stata aggiunta sul retro, forse sostituendo parte della casa precedente. All'interno c'è un camino originale con arco a quattro centri e alcuni pannelli di quercia contemporanei. Dietro la casa, il grande fienile con tetto di paglia e il granaio su pietre di staddle sono probabilmente della stessa epoca della casa.[1]
- Manor Farm, sebbene sia così chiamata, rappresenta il sito di residenza della considerevole proprietà libera che nel Medioevo era detenuta dai signori di Upton dalla famiglia Park. Nel 1482 a un nuovo inquilino fu ordinato di ricostruire una cucina e riparare il resto della casa. La casa in pietra incorpora una sala aperta a un piano con due campate probabilmente del XV secolo. Le travi del suo tetto, alcune annerite dal fumo, sono in gran parte originali e includono una capriata a trave di collare rinforzata ad arco e controventi curvi che sostengono i travetti. Fu probabilmente quando la famiglia Seaman divenne inquilina della fattoria all'inizio del XVII secolo che la casa fu ampliata con l'aggiunta di ali laterali a due falde e un arco d'ingresso in pietra e un portico all'estremità occidentale della sala. Fu forse in questo periodo anche che la sala fu divisa in due piani e un camino inserito vicino al suo centro. Una delle stanze superiori ha un soffitto a botte in gesso dell'epoca. A est della porta d'ingresso è stata ripristinata una finestra a due luci con luci a cuspide e una testa scolpita in stile tardo XV secolo.[1]